# Plotheia atra
Plotheia atra är en fjärilsart som beskrevs av Embrik Strand 1917. Plotheia atra ingår i släktet Plotheia och familjen trågspinnare. Inga underarter finns listade i Catalogue of Life.